# روث رومان
روث رومان (بالإنجليزية: Ruth Roman)‏ هي ممثلة أمريكية، ولدت في 22 ديسمبر 1922 في الولايات المتحدة، وتوفيت في 9 سبتمبر 1999 بلاغونا بيتش في الولايات المتحدة بسبب مرض.

## أعمال

### أفلام
- (1944) منذ أن رحلت

## وصلات خارجية
- روث رومان على موقع IMDb (الإنجليزية)
- روث رومان على موقع ألو سيني (الفرنسية)
- روث رومان على موقع تيرنر كلاسيك موفيز (الإنجليزية)
- روث رومان على موقع أول موفي (الإنجليزية)
- روث رومان على موقع قاعدة بيانات الأفلام السويدية (السويدية)
- روث رومان على موقع إن إن دي بي (الإنجليزية)
- روث رومان على موقع قاعدة بيانات الفيلم (الإنجليزية)
- روث رومان على موقع كينوبويسك (الروسية)